# Al-Ahli Sports Club (Amã)
O Al-Ahli Sports Club Amã é um clube de futebol jordaniano com sede em Amã. A equipe compete no Campeonato Jordaniano de Futebol.

## História
O clube foi fundado em 1944 sob o nome de clube circassiano Koban. O nome (Al Ahli) foi dado com honra pelo falecido rei Abedalá I da Jordânia.

## Estádio
Al-Ahli joga seus jogos em casa no Petra Stadium com capacidade para 6.000 espectadores.

## Títulos
Campeonato Jordano: 8 (1947, 1949, 1950, 1951, 1954, 1975, 1978 e 1979)
 Copa da Jordânia: 1 (2016)
 Super Copa da Jordânia: 1 (2016)